# 93 'til Infinity
93 'til Infinity è l'album d'esordio del gruppo hip hop statunitense Souls of Mischief, pubblicato il 28 settembre 1993. Distribuito dalle etichette Jive Records e BMG, 93 'til Infinity ottiene un discreto successo, entrando nella Billboard 200 e nella Top R&B/Hip Hop Albums, pur non riuscendo a vendere molto.

## Ricezione
| Recensione       | Giudizio |
| ---------------- | -------- |
| AllMusic         | [ 2 ]    |
| Robert Christgau | A-       |
| RapReviews       | [ 4 ]    |
| The Source       | [ 5 ]    |

Le recensioni della critica sono molto positive: la rivista specializzata The Source gli dà tre stelle e mezzo su cinque, RapReviews 9.5/10, il critico musicale Robert Christgau una "A-" e AllMusic gli attribuisce cinque stelle su cinque.
Negli anni successivi, l'album è definito come un «classico sottovalutato» che, nonostante l'inesperienza del giovane gruppo, riuscì a tenere testa ai lavori degli artisti della East Coast. La produzione contaminata da suoni jazz e funk e lo stile unico nell'intera California, danno risalto al 93 'til Infinity. L'omonimo singolo è entrato nella Billboard Hot 100, pur non andando oltre il settantaduesimo posto della classifica e negli anni successivi è stato reinterpretato da più artisti, tra cui Freddie Gibbs, Joey Badass, J. Cole e Kanye West. Nessun altro singolo dei Souls of Mischief riuscirà a fare meglio.
Con l'uscita e il successo dell'album, alcuni east coaster iniziano a considerare con maggiore rispetto artistico la Baia, e iniziano a vedere come l'hip hop non sia più solo una cosa di New York. La stampa li paragona ai Native Tongues e il gruppo continua ad attirare paragoni andando in tour con A Tribe Called Quest.

## Tracce
1. Let 'Em Know – 4:14 (testo: Damani Thompson, Damian Siguenza – musica: Domino)
2. Live and Let Live – 5:20 (testo: Siguenza – musica: Domino)
3. That's When Ya Lost (featuring Pep Love) – 3:35 (testo: Thompson, Teren Jones, Opio Lindsey, Tajai Massey – musica: Del tha Funkee Homosapien)
4. A Name I Call Myself – 4:11 (testo: Thompson, Jones, Lindsey, Massey – musica: Del tha Funkee Homosapien)
5. Disseshowedo – 3:59 (testo: Thompson, Siguenza, Jay Suarez, Jerry Butler, Jerry Peters, – musica: Domino, Jay Biz)
6. What a Way to Go Out – 4:00 (testo: Adam Carter, Alex Brown, Monk Higgens, Thompson, Siguenza – musica: A-Plus)
7. Never No More – 3:41 (testo: Thompson – musica: A-Plus)
8. 93 'til Infinity – 4:46 (testo: Thompson – musica: A-Plus)
9. Limitation (featuring Casual & Del tha Funkee Homosapien) – 3:23 (testo: John Owens, Suarez – musica: Jay Biz)
10. Anything Can Happen – 3:26 (testo: Thompson – musica: A-Plus)
11. Make Your Mind Up – 3:51 (testo: Jones, Lindsey, Massey – musica: Del tha Funkee Homosapien)
12. Batting Practice – 4:04 (testo: Thompson, Owens – musica: Casual)
13. Tell Me Who Profits – 4:04 (testo: Thompson, Owens – musica: Casual)
14. Outro – 2:04 (testo: Thompson, Siguenza – musica: Domino)

## Classifiche
| Classifica (1993)         | Posizione massima |
| ------------------------- | ----------------- |
| Stati Uniti               | 85                |
| US Top R&B/Hip-Hop Albums | 17                |